# Simone Hofmann (Kulturmanagerin)

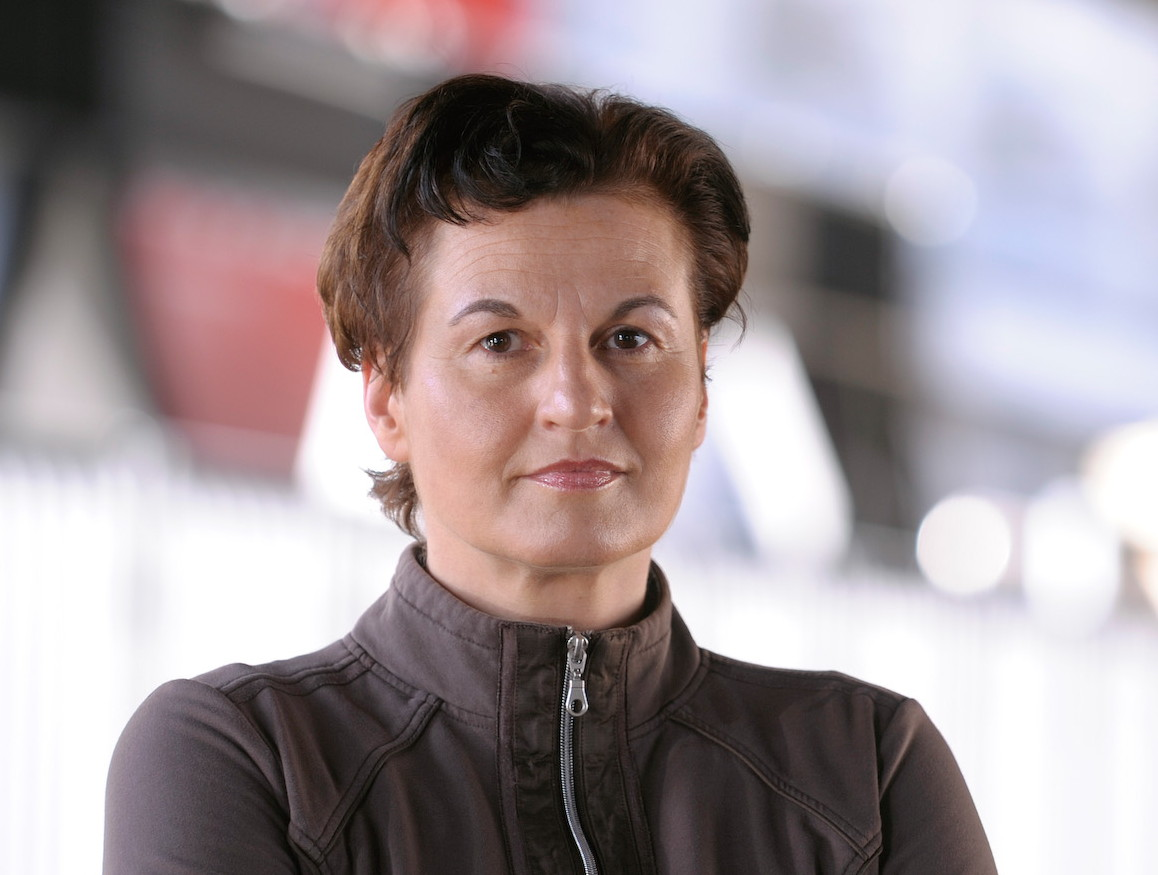
Simone Hofmann, 2014

Simone Hofmann (* 17. August 1964 in Dresden) ist eine deutsche Kultur- und Musik-Veranstaltungs-Managerin, die Initiatorin und Organisatorin der Berliner Fête de la Musique war.

## Familie, Ausbildung und Qualifizierung
Simone Hofmann ist 1964 als jüngere Tochter des Physikers Ulrich Hofmann und dessen Ehefrau, der Museumspädagogin Oktjabrina Wartanowna Hofmann, geb. Abgarjan (1926–2018) in Dresden geboren. Als sie sechs Jahre alt war, siedelte die Familie wegen der Berufung ihres Vaters in die Leitung der Deutschen Akademie der Wissenschaften zu Berlin nach Berlin um. Hier ist sie zusammen mit ihrer älteren Schwester Ilona-Carmen Leisenberg, geb. Hofmann (* 1959) aufgewachsen und zur Schule gegangen. Simone Hofmann kam vielfältig mit Musik in Berührung, sie sang auch viele Jahre im Schul-Chor und hört seither Musik aller Richtungen, viel Klassik und Chanson.
Von 1981 bis 1983 besuchte sie die 2. Erweiterte Oberschule in Berlin-Mitte (sog. „Graues Kloster“). Nach dem Abitur begann Simone Hofmann ihre Berufstätigkeit von 1984 bis 1985 als Sachbearbeiterin für Finanzen an der Humboldt-Universität zu Berlin (HUB). Sie wechselte dann in die Wirtschaft und war von 1986 bis 1987 als Disponentin in der Möbelbranche beim Handelsbetrieb Möbel-Max.
Von 1987 bis 1989 arbeitete sie als Büroorganisatorin/ Sekretärin an der Hochschule für Musik „Hanns Eisler“ Berlin, absolvierte dort parallel eine Ausbildung mit dem Facharbeiter-Abschluss „Wirtschaftskaufmann“.
Nach der deutschen Wiedervereinigung absolvierte Simone Hofmann von 1991 bis 1993 ein berufsbegleitendes Studium „Kultur-Medien-Management“ mit dem Schwerpunkt „Veranstaltungsmanagement und Öffentlichkeitsarbeit“ an der Hochschule für Musik "Hanns Eisler" Berlin, Studium bei Klaus Siebenhaar; dieser Studiengang wurde inzwischen an die Freie Universität Berlin (FU Berlin) angegliedert.
Weiterhin qualifizierte sie sich von 2002 bis 2004 in einem berufsbegleitenden Studium „Projektmanagement-Ökonomie“ an der Verwaltungs- und Wirtschaftsakademie (VWA) Berlin.
Simone Hofmann lebt im Berliner Stadtbezirk „Prenzlauer Berg“; ihre Tochter Josefine Hofmann wurde 1983 geboren.

## Kultur-Veranstaltungs-Managerin
Von 1990 bis 1991 war sie Musikmanagerin von Jazz-Ensembles und zugleich verantwortlich für deren Tourneeorganisation.
Als Projektmanagerin und Veranstaltungsorganisatorin war sie von 1991 bis 1993 bei „Musikszene e.V.“ in der Kulturbrauerei Berlin tätig.
1994 war Simone Hofmann im Organisationsteam für das Festival „X 94 - Junge Kunst und Kultur“ speziell für die Musikveranstaltungen zuständig. Veranstalter war die Akademie der Künste (Berlin). Das Festival präsentierte rund 270 Veranstaltungen an verschiedenen Orten in Berlin mit etwa 800 in- und ausländischen Künstlern.

### Fête de la Musique
Der Zeitraum von 1995 bis 2017 machte Simone Hofmann als Kultur-Veranstaltungs-Managerin im Großraum Berlin und darüber hinaus sowie auch im Ausland bekannt: „Das Fest der Musik in Berlin - Fête de la Musique“; Auftraggeber: Regierender Bürgermeister, Senatskanzlei Berlin bzw. Berliner Senat für Kultur – also wechselnde Partner. Die Fête de la Musique, die im Jahr 1982 in Frankreich entstand, findet seitdem jedes Jahr zum kalendarischen Sommeranfang am 21. Juni statt, dem längsten Tag des Jahres. Anfangs beteiligten sich weltweit 80 Städte an dem Musikfest, mittlerweile sind es 540 Städte in 106 Ländern, davon 300 Städte in Europa, etwa 50 in Deutschland.
Simone Hofmann hat die Fête de la Musique nach Berlin geholt. Sie brachte über einen 23-jährigen Zeitraum in diese Veranstaltung, die als das größte, dezentrale Musikfest auf Berlins Straßen und Plätzen gilt, das gesamte Spektrum ihrer diesbezüglichen Ausbildung, Qualifizierung und Erfahrung ein. Als Kuratorin, Leiterin und Geschäftsführerin der Gesamtveranstaltung trug sie zugleich die volle Verantwortung. Mit den Vorbereitungen für diese Kulturveranstaltung im Juni begann Simone Hofmann jeweils etwa im Oktober des Vorjahres. Die Fête de la Musique beschäftigte sie also das ganze Jahr, angefangen beim Gesamtkonzept dieser Großveranstaltung in Übereinstimmung mit dem jeweiligen Auftraggeber sowie dem geistigen Partner Frankreich, über Kostenplanung und Controlling nach Zeit, Budget sowie Qualität, eingeschlossen die Einwerbung von Drittmitteln und das Personalmanagement und die Beratung der teilnehmenden Bühnen-Partner.
Jeweils bis Ende Februar konnten sich die Musiker, die mitmachen wollten, online bewerben. Simone Hofmann und ihre Mitarbeiter sortierten die etwa 450 eingereichten Bewerbungen nach Musikrichtungen wie Pop, Klassik, Electro, Weltmusik, Jazz, Songwriter und Chorgesang – dieser Facettenreichtum macht die Fête de la Musique aus, ebenso die dezentralen Auftritte mit typischer Bürgernähe.
Weiterhin gehörten zu ihren Aufgaben die behördlichen Genehmigungsverfahren (Flächensondernutzung und Immissionsschutz) in allen zwölf Berliner Stadtbezirken, die Mediaplanung und -umsetzung, das Marketing, die Öffentlichkeitsarbeit mit der Funktion Pressesprecherin bis hin zum Beschwerdemanagement. Insgesamt hat Simone Hofmann hierzu rund 700 Einzelgespräche geführt.
Diese Berliner Großveranstaltung wurde bis 2017 vom Berliner Kultursenat sowie durch erhebliche Mittel der Stiftung Deutsche Klassenlotterie Berlin finanziert. Nachdem mit dem Berliner Kultursenat wiederholt keine Übereinstimmung über die perspektivische Finanzierung der Veranstaltung erreicht werden konnte, hat sich Simone Hofmann als Organisatorin der „Fête de la Musique“ Berlin schließlich nach 23 Jahren im Juni 2017 zurückgezogen. Damit protestierte sie zugleich gegen die „unsystematische Finanzierungspraxis“ durch das Land Berlin. „Ich wünsche uns, dass dieses charmante, zeitlose Musikfest endlich Planungssicherheit durch die Aufnahme in den Berliner Landeshaushalt in Form einer institutionellen Förderung erhält und diese unwürdige Bettelei ein Ende hat“, erklärte Hofmann. Sie stehe für eine weitere Organisation der Fête de la Musique nicht mehr zur Verfügung.

### Karneval der Kulturen
Für den Karneval der Kulturen wirkte Simone Hofmann von 1996 bis 1998 als Produktionsleiterin des Straßenumzugs und danach von 1999 bis 2001 als Produktionsleiterin des Straßenfestes. Dabei gehörten zu ihrem Aufgabenbereich das technisch-logistische Management, das gesamte behördliche Genehmigungsverfahren einschließlich der Absprachen mit Polizei, Security, Erster Hilfe, Reinigung u. v. m.

### Lucia-Weihnachtsmarkt
Der Lucia-Weihnachtsmarkt in der Kulturbrauerei Berlin ist seit dem Jahr 2000 ein vierwöchiger Markt mit etwa 70 Ständen und Aufbauten. Sein umfangreiches Kulturangebot geht auf das schwedische Lucia-Fest zurück. Veranstalter dieses jährlich wiederkehrenden beliebten Weihnachtsmarktes ist die „Ketering Veranstaltung GmbH“.
Simone Hofmann hat hierbei in den Jahren 2000 bis 2016 das Management für einen großen Aufgabenumfang getragen wie Programmgestaltung, Marketing, Akquisition/ Betreuung von Medien- und Kooperationspartnern, Mediaplanung und -umsetzung, Pflege-Aktualisierung des Internetauftritts, Öffentlichkeitsarbeit und Pressesprecherin. Im Jahre 2017 hat Simone Hofmann ihre Projekt-Unternehmens-Anteile an die Ketering GmbH veräußert.

## Mitgliedschaften, Engagement und Auszeichnungen
- 1994–1998 Mitglied im Beirat für Populäre Musik bei der Berliner Senatsverwaltung für Wissenschaft, Forschung und Kultur
- 2001–2008 Gründungsmitglied des Vereins Club Commission Berlin, stellvertretende Vorstandsvorsitzende; Themenschwerpunkte: GEMA, Kulturpolitik, Musikwirtschaft
- 2003–2008 Ausbilderin für den Beruf „Veranstaltungskaufmann/ -frau“
- 2008–2017 Gründungsmitglied der Genossenschaft Berlin Music Commission, 2008 bis 2014 Kuratoriumsmitglied, 2014 bis 2017 Aufsichtsratsmitglied.
- 2011 Auszeichnung: Insignien eines Chevalier dans l'Ordre des Arts et Lettres – in Anerkennung für die Verdienste um die kulturelle Zusammenarbeit zwischen Deutschland und Frankreich, verliehen vom französischen Ministerium für Kultur. Dieser Orden gehört zu den vier ministeriellen Orden der Französischen Republik und stellt somit eine der bedeutendsten Ehrenauszeichnungen dar.[4]
- 2017 Listen to Berlin Award anlässlich des 10. Geburtstages der "Berlin Music Commission", Kategorie: Preis für Impulsgeber*innen, 1. Platz. Der Award versteht sich als Prädikat für bemerkenswerte Leistungen in der Berliner Musikbranche. http://listen-to-berlin-award.de/